# Prata (Paraíba)
Prata is een gemeente in de Braziliaanse deelstaat Paraíba. De gemeente telt 4.057 inwoners (schatting 2009).